# Lijst van landen in 1990
Hieronder volgt een lijst van landen van de wereld in 1990.

Staatkundige kaart van de wereld in 1990 vanaf de Duitse hereniging

## Uitleg
- Op 1 januari 1990 waren er 171 onafhankelijke staten die door een ruime meerderheid van de overige staten erkend werden: 157 leden van de Verenigde Naties alsmede Andorra[1], Kiribati, Liechtenstein, Marshalleilanden, Micronesia, Monaco[2], Nauru, Noord-Korea, San Marino, Tonga, Tuvalu, Vaticaanstad, Zuid-Korea en Zwitserland. Namibië werd op 21 maart onafhankelijk en trad op 23 april toe tot de VN. Liechtenstein trad op 18 september ook toe tot de VN. De Sovjet-staten Oekraïne en Wit-Rusland waren ook lid van de VN, maar werden niet beschouwd als onafhankelijke landen. VN-lid Koeweit werd op 2 augustus door Irak geannexeerd. De DDR en Zuid-Jemen sloten zich aan bij respectievelijk de Bondsrepubliek Duitsland en Noord-Jemen en verdwenen zodoende als onafhankelijke staten.
- Alle de facto onafhankelijke staten zonder ruime internationale erkenning zijn weergegeven onder het kopje niet algemeen erkende landen.
- Afhankelijke gebieden en gebieden die vaak als afhankelijk gebied werden beschouwd, zijn weergegeven onder het kopje niet-onafhankelijke gebieden.
- Autonome gebieden, bezette gebieden, territoriale aanspraken op Antarctica en micronaties zijn niet op deze pagina weergegeven.

## Staatkundige veranderingen in 1990
- 31 januari: einde van Operatie Just Cause waarbij Panama onder bezetting stond van de Verenigde Staten.[3]
- 3 februari: de Coalitieregering van Democratisch Kampuchea verandert haar naam in de Nationale Regering van Cambodja, waarmee de naam van het land verandert van Kampuchea in Cambodja.[4]
- 1 maart: de Volksrepubliek Benin verandert in de Republiek Benin.[5]
- 21 maart: Namibië wordt onafhankelijk van Zuid-Afrika.[6]
- 29 maart: als gevolg van de Fluwelen Revolutie wordt de Tsjecho-Slowaakse Socialistische Republiek verandert in de Tsjecho-Slowaakse Federale Republiek.[7] Vanwege een conflict over de nieuwe naam, wordt op 20 april de naam alweer veranderd in Tsjechische en Slowaakse Federale Republiek.[8]
- 17 mei: Bougainville verklaart zich onafhankelijk van Papoea-Nieuw-Guinea. Dit wordt internationaal niet erkend.[9]
- 22 mei: Noord- en Zuid-Jemen worden herenigd in de Republiek Jemen.[10]
- 25 juli: de officiële naam van Fiji verandert van de Republiek Fiji in de Soevereine Democratische Republiek Fiji.[11]
- 2 augustus: Koeweit wordt binnengevallen door Irak en de emir van Koeweit ontvlucht het land.[12]
- 4 augustus: de Irakezen richten in Koeweit de Republiek Koeweit op.
- 28 augustus: de Republiek Koeweit wordt door Irak geannexeerd.[12]
- 3 oktober: de Duitse hereniging; Oost- en West-Duitsland worden herenigd in de Bondsrepubliek Duitsland.[13]
- 15 november: in het Bulgaarse parlement wordt een motie aangenomen waarmee de officiële naam van Bulgarije wordt gewijzigd van de Volksrepubliek Bulgarije in de Republiek Bulgarije.[14]
- 1 december: in Mozambique gaat een nieuwe grondwet van kracht waardoor de officiële naam verandert van de Volksrepubliek Mozambique in de Republiek Mozambique.[15]

## Algemeen erkende landen

### A
| Korte landsnaam (Nederlands) | Officiële landsnaam (Nederlands)      | Korte landsnaam (oorspronkelijke taal/talen) |
| ---------------------------- | ------------------------------------- | -------------------------------------------- |
| Afghanistan                  | Republiek Afghanistan                 | Dari en Pasjtoe: Afghānestān / افغانستان     |
| Albanië                      | Socialistische Volksrepubliek Albanië | Albanees: Shqipëria                          |
| Algerije                     | Democratische Volksrepubliek Algerije | Arabisch: al-Jazā'ir / الجزائر               |
| Andorra                      | Vorstendom Andorra                    | Catalaans: Andorra                           |
| Angola                       | Volksrepubliek Angola                 | Portugees: Angola                            |
| Antigua en Barbuda           | Antigua en Barbuda                    | Engels: Antigua and Barbuda                  |
| Argentinië                   | Argentijnse Republiek                 | Spaans: Argentina                            |
| Australië                    | Gemenebest Australië                  | Engels: Australia                            |

### B
| Korte landsnaam (Nederlands)                              | Officiële landsnaam (Nederlands)                                                   | Korte landsnaam (oorspronkelijke taal/talen)      |
| --------------------------------------------------------- | ---------------------------------------------------------------------------------- | ------------------------------------------------- |
| Bahama's                                                  | Gemenebest van de Bahama's                                                         | Engels: The Bahamas                               |
| Bahrein                                                   | Staat Bahrein                                                                      | Arabisch: al-Baḥrayn / البحرين                    |
| Bangladesh                                                | Volksrepubliek Bangladesh                                                          | Bengaals: Bānglādesh / বাংলাদেশ                       |
| Barbados                                                  | Barbados                                                                           | Engels: Barbados                                  |
| België                                                    | Koninkrijk België                                                                  | Duits: Belgien Frans: Belgique Nederlands: België |
| Belize                                                    | Belize                                                                             | Engels: Belize                                    |
| (tot 1 maart) Benin (vanaf 1 maart)                       | Volksrepubliek Benin (tot 1 maart) Republiek Benin (vanaf 1 maart)                 | Frans: Bénin                                      |
| Bhutan                                                    | Koninkrijk Bhutan                                                                  | Dzongkha: Druk Yul / འབྲུག་ཡུལ་                      |
| Bolivia                                                   | Republiek Bolivia                                                                  | Aymara: Wuliwya Quechua: Bulibiya Spaans: Bolivia |
| Bondsrepubliek Duitsland (West-Duitsland) (tot 3 oktober) | Bondsrepubliek Duitsland                                                           | Duits: Bundesrepublik / Deutschland               |
| Botswana                                                  | Republiek Botswana                                                                 | Engels: Botswana                                  |
| Brazilië                                                  | Federale Republiek Brazilië                                                        | Portugees: Brasil                                 |
| Brunei                                                    | Staat Brunei Darussalam                                                            | Maleis: Brunei                                    |
| (tot 15 november) Bulgarije (vanaf 15 november)           | Volksrepubliek Bulgarije (tot 15 november) Republiek Bulgarije (vanaf 15 november) | Bulgaars: Bălgarija / България                    |
| Burkina Faso                                              | Burkina Faso                                                                       | Frans: Burkina Faso                               |
| Burundi                                                   | Republiek Burundi                                                                  | Frans: Burundi Kirundi: Uburundi                  |

### C
| Korte landsnaam (Nederlands)                                                              | Officiële landsnaam (Nederlands)                                                                          | Korte landsnaam (oorspronkelijke taal/talen)                         |
| ----------------------------------------------------------------------------------------- | --- | -------------------------------------------------------------------- |
| Betwist door 2 regeringen Kampuchea (tot 3 februari) Cambodja (vanaf 3 februari) Cambodja | Democratisch Kampuchea (tot 3 februari) Nationale Regering van Cambodja (vanaf 3 februari) Staat Cambodja | Khmer: Kampuchéa / កម្ពុជា                                              |
| Canada                                                                                    | Canada | Engels en Frans: Canada                                              |
| Centraal-Afrikaanse Republiek                                                             | Centraal-Afrikaanse Republiek                                                                             | Frans: République Centrafricaine                                     |
| Chili                                                                                     | Republiek Chili                                                                                           | Spaans: Chile                                                        |
| China                                                                                     | Volksrepubliek China                                                                                      | Standaardmandarijn: Zhongguo / 中国                                  |
| Colombia                                                                                  | Republiek Colombia                                                                                        | Spaans: Colombia                                                     |
| Comoren                                                                                   | Federale Islamitische Republiek der Comoren                                                               | Arabisch: Juzur al-Qamar / جزر القمر Comorees: Komori Frans: Comores |
| Congo                                                                                     | Volksrepubliek Congo                                                                                      | Frans: Congo                                                         |
| Costa Rica                                                                                | Republiek Costa Rica                                                                                      | Spaans: Costa Rica                                                   |
| Cuba                                                                                      | Republiek Cuba                                                                                            | Spaans: Cuba                                                         |
| Cyprus                                                                                    | Republiek Cyprus                                                                                          | Grieks: Kypros / Κυπρος Turks: Kıbrıs                                |

### D
| Korte landsnaam (Nederlands)                                    | Officiële landsnaam (Nederlands) | Korte landsnaam (oorspronkelijke taal/talen) |
| --------------------------------------------------------------- | -------------------------------- | -------------------------------------------- |
| Duitse Democratische Republiek (Oost-Duitsland) (tot 3 oktober) | Duitse Democratische Republiek   | Duits: DDR                                   |
| Denemarken                                                      | Koninkrijk Denemarken            | Deens: Danmark                               |
| Djibouti                                                        | Republiek Djibouti               | Arabisch: Jībūtī / جيبوتي Frans: Djibouti    |
| (tot 1990) Dominica (vanaf 1990)                                | Gemenebest Dominica              | Engels: Dominica                             |
| Dominicaanse Republiek                                          | Dominicaanse Republiek           | Spaans: República Dominicana                 |
| Duitsland (vanaf 3 oktober)                                     | Bondsrepubliek Duitsland         | Duits: Deutschland                           |

### E
| Korte landsnaam (Nederlands) | Officiële landsnaam (Nederlands)      | Korte landsnaam (oorspronkelijke taal/talen)        |
| ---------------------------- | ------------------------------------- | --------------------------------------------------- |
| Ecuador                      | Republiek Ecuador                     | Spaans: Ecuador                                     |
| Egypte                       | Arabische Republiek Egypte            | Arabisch: Mişr / مصر                                |
| El Salvador                  | Republiek El Salvador                 | Spaans: El Salvador                                 |
| Equatoriaal-Guinea           | Republiek Equatoriaal-Guinea          | Frans: Guinée Équatoriale Spaans: Guinea Ecuatorial |
| Ethiopië                     | Democratische Volksrepubliek Ethiopië | Amhaars: Ītyop'iya / ኢትዮጵያ                          |

### F
| Korte landsnaam (Nederlands) | Officiële landsnaam (Nederlands)                                                     | Korte landsnaam (oorspronkelijke taal/talen)              |
| ---------------------------- | ------------------------------------------------------------------------------------ | --------------------------------------------------------- |
| Fiji                         | Republiek Fiji (tot 25 juli) Soevereine Democratische Republiek Fiji (vanaf 25 juli) | Engels: Fiji Fijisch: Viti Fijisch-Hindoestani: Fiji / फ़िजी |
| Filipijnen                   | Republiek der Filipijnen                                                             | Engels: Philippines Filipijns: Pilipinas                  |
| Finland                      | Republiek Finland                                                                    | Fins: Suomi Zweeds: Finland                               |
| Frankrijk                    | Franse Republiek                                                                     | Frans: France                                             |

### G
| Korte landsnaam (Nederlands) | Officiële landsnaam (Nederlands) | Korte landsnaam (oorspronkelijke taal/talen) |
| ---------------------------- | -------------------------------- | -------------------------------------------- |
| Gabon                        | Republiek Gabon                  | Frans: Gabon                                 |
| Gambia                       | Republiek Gambia                 | Engels: The Gambia                           |
| Ghana                        | Republiek Ghana                  | Engels: Ghana                                |
| Grenada                      | Grenada                          | Engels: Grenada                              |
| Griekenland                  | Helleense Republiek              | Grieks: Hellas / 'Ελλας                      |
| Guatemala                    | Republiek Guatemala              | Spaans: Guatemala                            |
| Guinee                       | Republiek Guinee                 | Frans: Guinée                                |
| Guinee-Bissau                | Republiek Guinee-Bissau          | Portugees: Guiné-Bissau                      |
| Guyana                       | Coöperatieve Republiek Guyana    | Engels: Guyana                               |

### H
| Korte landsnaam (Nederlands) | Officiële landsnaam (Nederlands) | Korte landsnaam (oorspronkelijke taal/talen) |
| ---------------------------- | -------------------------------- | -------------------------------------------- |
| Haïti                        | Republiek Haïti                  | Frans: Haïti Haïtiaans-Creools: Ayiti        |
| Honduras                     | Republiek Honduras               | Spaans: Honduras                             |
| Hongarije                    | Republiek Hongarije              | Hongaars: Magyarország                       |

### I
| Korte landsnaam (Nederlands) | Officiële landsnaam (Nederlands) | Korte landsnaam (oorspronkelijke taal/talen)            |
| ---------------------------- | -------------------------------- | ------------------------------------------------------- |
| Ierland                      | Ierland                          | Engels: Ireland Iers: Éire                              |
| IJsland                      | IJsland                          | IJslands: Ísland                                        |
| India                        | Republiek India                  | Engels: India Hindi: Bhārat / भारत                       |
| Indonesië                    | Republiek Indonesië              | Indonesisch: Indonesia                                  |
| Irak                         | Republiek Irak                   | Arabisch: al-ʿIrāq / العراق                             |
| Iran                         | Islamitische Republiek Iran      | Perzisch: Īrān / ایران                                  |
| Israël                       | Staat Israël                     | Arabisch: Isrāʾīl / اسرائيل Hebreeuws: Yisra'el / ישראל |
| Italië                       | Italiaanse Republiek             | Italiaans: Italia                                       |
| Ivoorkust                    | Republiek Ivoorkust              | Frans: Côte d'Ivoire                                    |

### J
| Korte landsnaam (Nederlands) | Officiële landsnaam (Nederlands)              | Korte landsnaam (oorspronkelijke taal/talen)                                    |
| ---------------------------- | --------------------------------------------- | ------------------------------------------------------------------------------- |
| Jamaica                      | Jamaica                                       | Engels: Jamaica                                                                 |
| Japan                        | Japan                                         | Japans: Nihon / 日本                                                            |
| Jemen (vanaf 22 mei)         | Republiek Jemen                               | Arabisch: al-Yaman / اليمن                                                      |
| Joegoslavië                  | Socialistische Federale Republiek Joegoslavië | Macedonisch en Servo-Kroatisch: Jugoslavija / Југославија Sloveens: Jugoslavija |
| Jordanië                     | Hasjemitisch Koninkrijk Jordanië              | Arabisch: al-ʾUrdun / الأردن                                                    |

### K
| Korte landsnaam (Nederlands) | Officiële landsnaam (Nederlands) | Korte landsnaam (oorspronkelijke taal/talen) |
| ---------------------------- | -------------------------------- | -------------------------------------------- |
| Kaapverdië                   | Republiek Kaapverdië             | Portugees: Cabo Verde                        |
| Kameroen                     | Republiek Kameroen               | Engels: Cameroon Frans: Cameroun             |
| Kenia                        | Republiek Kenia                  | Engels en Swahili: Kenya                     |
| Kiribati                     | Republiek Kiribati               | Engels en Kiribatisch: Kiribati              |
| Koeweit (tot 2 augustus)     | Staat Koeweit                    | Arabisch: al-Kuwayt / كويت                   |

### L
| Korte landsnaam (Nederlands) | Officiële landsnaam (Nederlands)                         | Korte landsnaam (oorspronkelijke taal/talen)              |
| ---------------------------- | -------------------------------------------------------- | --------------------------------------------------------- |
| Laos                         | Democratische Volksrepubliek Laos                        | Laotiaans: Lao / ນລາວ                                     |
| Lesotho                      | Koninkrijk Lesotho                                       | Engels en Zuid-Sotho: Lesotho                             |
| Libanon                      | Republiek Libanon                                        | Arabisch: Lubnan / البنانيّة                               |
| Liberia                      | Republiek Liberia                                        | Engels: Liberia                                           |
| Libië                        | Grote Libisch-Arabische Socialistische Volks-Jamahiriyah | Arabisch: Lībīyah / الليبية                               |
| Liechtenstein                | Vorstendom Liechtenstein                                 | Duits: Liechtenstein                                      |
| Luxemburg                    | Groothertogdom Luxemburg                                 | Duits: Luxemburg Frans: Luxembourg Luxemburgs: Lëtzebuerg |

### M
| Korte landsnaam (Nederlands) | Officiële landsnaam (Nederlands)                                                   | Korte landsnaam (oorspronkelijke taal/talen)        |
| ---------------------------- | ---------------------------------------------------------------------------------- | --------------------------------------------------- |
| Madagaskar                   | Democratische Republiek Madagaskar                                                 | Frans: Madagascar Plateaumalagasi: Madagasikara     |
| Malawi                       | Republiek Malawi                                                                   | Engels: Malawi Nyanja: Malaŵi                       |
| Malediven                    | Republiek der Maldiven                                                             | Divehi: Dhivehi Raajje / ގުޖޭއްރާ ޔާއްރިހޫމްޖު                |
| Maleisië                     | Maleisië                                                                           | Maleis: Malaysia                                    |
| Mali                         | Republiek Mali                                                                     | Frans: Mali                                         |
| Malta                        | Republiek Malta                                                                    | Maltees: Malta                                      |
| Marokko                      | Koninkrijk Marokko                                                                 | Arabisch: al-Maghrib / المغرب                       |
| Marshalleilanden             | Republiek der Marshalleilanden                                                     | Engels: Marshall Islands Marshallees: Aorōkin M̧ajeļ |
| Mauritanië                   | Islamitische Republiek Mauritanië                                                  | Arabisch: Mūrītāniyyā / موريتانيا                   |
| Mauritius                    | Mauritius                                                                          | Engels: Mauritius                                   |
| Mexico                       | Verenigde Mexicaanse Staten                                                        | Spaans: México                                      |
| Micronesië                   | Federale Staten van Micronesia                                                     | Engels: Micronesia                                  |
| Monaco                       | Vorstendom Monaco                                                                  | Frans: Monaco                                       |
| Mongolië                     | Volksrepubliek Mongolië                                                            | Mongools: Mongol Uls / Монгол Улс /                 |
| Mozambique                   | Volksrepubliek Mozambique (tot 1 december) Republiek Mozambique (vanaf 1 december) | Portugees: Moçambique                               |
| Myanmar                      | Unie van Myanmar                                                                   | Birmees: Myanma /                                   |

### N
| Korte landsnaam (Nederlands) | Officiële landsnaam (Nederlands)   | Korte landsnaam (oorspronkelijke taal/talen)                                  |
| ---------------------------- | ---------------------------------- | ----------------------------------------------------------------------------- |
| Namibië (vanaf 21 maart)     | Republiek Namibië                  | Engels: Namibia                                                               |
| Nauru                        | Republiek Nauru                    | Engels: Nauru Nauruaans: Naoero                                               |
| Nederland                    | Koninkrijk der Nederlanden         | Nederlands: Nederland                                                         |
| Nepal                        | Koninkrijk Nepal                   | Nepalees: Nepal / नेपाल                                                         |
| Nicaragua                    | Republiek Nicaragua                | Spaans: Nicaragua                                                             |
| Nieuw-Zeeland                | Nieuw-Zeeland                      | Engels: New Zealand Maori: Aotearoa                                           |
| Niger                        | Republiek Niger                    | Frans: Niger                                                                  |
| Nigeria                      | Federale Republiek Nigeria         | Engels: Nigeria                                                               |
| Noord-Jemen (tot 22 mei)     | Jemenitische Arabische Republiek   | Arabisch: al-Jamhūrīyah al-`Arabīyah al-Yamanīyah / الجمهوريّة العربية اليمنية |
| Noord-Korea                  | Democratische Volksrepubliek Korea | Koreaans: Chosŏn / 조선                                                       |
| Noorwegen                    | Koninkrijk Noorwegen               | Bokmål: Norge Nynorsk: Noreg                                                  |

### O
| Korte landsnaam (Nederlands) | Officiële landsnaam (Nederlands) | Korte landsnaam (oorspronkelijke taal/talen) |
| ---------------------------- | -------------------------------- | -------------------------------------------- |
| Oeganda                      | Republiek Oeganda                | Engels: Uganda                               |
| Oman                         | Sultanaat Oman                   | Arabisch: ʿUmān / عُمان                       |
| Oostenrijk                   | Republiek Oostenrijk             | Duits: Österreich                            |

### P
| Korte landsnaam (Nederlands)     | Officiële landsnaam (Nederlands)         | Korte landsnaam (oorspronkelijke taal/talen)                               |
| -------------------------------- | ---------------------------------------- | -------------------------------------------------------------------------- |
| Pakistan                         | Islamitische Republiek Pakistan          | Engels: Pakistan Urdu: Pākistān / پاکستان                                  |
| Panama                           | Republiek Panama                         | Spaans: Panamá                                                             |
| Papoea-Nieuw-Guinea              | Onafhankelijke Staat Papoea-Nieuw-Guinea | Engels: Papua New Guinea Hiri Motu: Papu Niu Gini Tok Pisin: Papua Niugini |
| (tot 1990) Paraguay (vanaf 1990) | Republiek Paraguay                       | Spaans: Paraguay                                                           |
| Peru                             | Republiek Peru                           | Spaans: Perú                                                               |
| Polen                            | Republiek Polen                          | Pools: Polska                                                              |
| Portugal                         | Portugese Republiek                      | Portugees: Portugal                                                        |

### Q
| Korte landsnaam (Nederlands) | Officiële landsnaam (Nederlands) | Korte landsnaam (oorspronkelijke taal/talen) |
| ---------------------------- | -------------------------------- | -------------------------------------------- |
| Qatar                        | Staat Qatar                      | Arabisch: Qatar / قطر                        |

### R
| Korte landsnaam (Nederlands) | Officiële landsnaam (Nederlands) | Korte landsnaam (oorspronkelijke taal/talen) |
| ---------------------------- | -------------------------------- | -------------------------------------------- |
| Roemenië                     | Roemenië                         | Roemeens: România                            |
| Rwanda                       | Republiek Rwanda                 | Engels, Frans en Kinyarwanda: Rwanda         |

### S
| Korte landsnaam (Nederlands)   | Officiële landsnaam (Nederlands)                 | Korte landsnaam (oorspronkelijke taal/talen)                                               |
| ------------------------------ | ------------------------------------------------ | ------------------------------------------------------------------------------------------ |
| Saint Kitts en Nevis           | Federatie van Saint Kitts en Nevis               | Engels: Saint Kitts and Nevis                                                              |
| Saint Lucia                    | Saint Lucia                                      | Engels: Saint Lucia                                                                        |
| Saint Vincent en de Grenadines | Saint Vincent en de Grenadines                   | Engels: Saint Vincent and the Grenadines                                                   |
| Salomonseilanden               | Salomonseilanden                                 | Engels: Solomon Islands                                                                    |
| San Marino                     | Republiek San Marino                             | Italiaans: San Marino                                                                      |
| Sao Tomé en Principe           | Democratische Republiek Sao Tomé en Principe     | Portugees: São Tomé e Príncipe                                                             |
| Saoedi-Arabië                  | Koninkrijk Saoedi-Arabië                         | Arabisch: al-ʿArabiya as-Saʿūdiyya / العربيّة السعودية                                      |
| Senegal                        | Republiek Senegal                                | Frans: Sénégal                                                                             |
| Seychellen                     | Republiek der Seychellen                         | Engels en Frans: Seychelles Seychellencreools: Sesel                                       |
| Sierra Leone                   | Republiek Sierra Leone                           | Engels: Sierra Leone                                                                       |
| Singapore                      | Republiek Singapore                              | Engels: Singapore Maleis: Singapura Mandarijn: Xinjiapo / 新加坡 Tamil: Čiṅkappūr / சிங்கப்பூர் |
| Soedan                         | Republiek Soedan                                 | Arabisch: as-Sūdān / السودان                                                               |
| Somalië                        | Democratische Republiek Somalië                  | Arabisch: Aṣ-Ṣūmāl / الصومال Somalisch: Soomaaliya                                         |
| Sovjet-Unie                    | Unie van Socialistische Sovjetrepublieken (USSR) | Russisch: Sovjetski Sojoez / Советский Союз                                                |
| Spanje                         | Koninkrijk Spanje                                | Spaans: España                                                                             |
| Sri Lanka                      | Democratische Socialistische Republiek Sri Lanka | Singalees: Srī Lankā / ශ්‍රී ලංකා Tamil: Llankai / இலங்கை                                          |
| Suriname                       | Republiek Suriname                               | Nederlands: Suriname                                                                       |
| Swaziland                      | Koninkrijk Swaziland                             | Engels: Swaziland Swazi: eSwatini                                                          |
| Syrië                          | Arabische Republiek Syrië                        | Arabisch: Sūrīyā / سوريا                                                                   |

### T
| Korte landsnaam (Nederlands) | Officiële landsnaam (Nederlands) | Korte landsnaam (oorspronkelijke taal/talen)         |
| ---------------------------- | --- | ---------------------------------------------------- |
| Tanzania                     | Verenigde Republiek Tanzania | Engels en Swahili: Tanzania                          |
| Thailand                     | Koninkrijk Thailand | Thai: Prathet Thai / ประเทศไทย                       |
| Togo                         | Republiek Togo | Frans: Togo                                          |
| Tonga                        | Koninkrijk Tonga | Engels en Tongaans: Tonga                            |
| Trinidad en Tobago           | Republiek Trinidad en Tobago | Engels: Trinidad and Tobago                          |
| Tsjaad                       | Republiek Tsjaad | Arabisch: Tšād / تشاد Frans: Tchad                   |
| Tsjecho-Slowakije            | Tsjecho-Slowaakse Socialistische Republiek (tot 29 maart) Tsjecho-Slowaakse Federale Republiek (van 29 maart tot 20 april) Tsjechische en Slowaakse Federale Republiek (vanaf 20 april) | Slowaaks: Česko-Slovensko Tsjechisch: Československo |
| Tunesië                      | Republiek Tunesië | Arabisch: Tūnis / تونس                               |
| Turkije                      | Republiek Turkije | Turks: Türkiye                                       |
| Tuvalu                       | Tuvalu | Engels en Tuvaluaans: Tuvalu                         |

### U
| Korte landsnaam (Nederlands) | Officiële landsnaam (Nederlands)    | Korte landsnaam (oorspronkelijke taal/talen) |
| ---------------------------- | ----------------------------------- | -------------------------------------------- |
| Uruguay                      | Republiek ten oosten van de Uruguay | Spaans: Uruguay                              |

### V
| Korte landsnaam (Nederlands) | Officiële landsnaam (Nederlands)                          | Korte landsnaam (oorspronkelijke taal/talen)                              |
| ---------------------------- | --------------------------------------------------------- | ------------------------------------------------------------------------- |
| Vanuatu                      | Republiek Vanuatu                                         | Bislama, Engels en Frans: Vanuatu                                         |
| Vaticaanstad                 | Staat Vaticaanstad                                        | Italiaans: Città del Vaticano                                             |
| Venezuela                    | Verenigde Staten van Venezuela                            | Spaans: Venezuela                                                         |
| Verenigd Koninkrijk          | Verenigd Koninkrijk van Groot-Brittannië en Noord-Ierland | Engels: United Kingdom                                                    |
| Verenigde Arabische Emiraten | Verenigde Arabische Emiraten (VAE)                        | Arabisch: Al-ʾImārāt al-ʿArabiyya al-Muttaḥida / الإمارات العربيّة المتّحدة |
| Verenigde Staten             | Verenigde Staten van Amerika                              | Engels: United States                                                     |
| Vietnam                      | Socialistische Republiek Vietnam                          | Vietnamees: Việt Nam                                                      |

### W
| Korte landsnaam (Nederlands) | Officiële landsnaam (Nederlands) | Korte landsnaam (oorspronkelijke taal/talen)   |
| ---------------------------- | -------------------------------- | ---------------------------------------------- |
| West-Samoa                   | Onafhankelijke Staat West-Samoa  | Engels: Western Samoa Samoaans: Sāmoa i Sisifo |

### Z
| Korte landsnaam (Nederlands) | Officiële landsnaam (Nederlands)   | Korte landsnaam (oorspronkelijke taal/talen)                                                       |
| ---------------------------- | ---------------------------------- | -------------------------------------------------------------------------------------------------- |
| Zaïre                        | Republiek Zaïre                    | Frans: Zaïre                                                                                       |
| Zambia                       | Republiek Zambia                   | Engels: Zambia                                                                                     |
| Zimbabwe                     | Republiek Zimbabwe                 | Engels, Noord-Ndebele en Shona: Zimbabwe                                                           |
| Zuid-Afrika                  | Republiek Zuid-Afrika              | Afrikaans: Suid-Afrika Engels: South Africa                                                        |
| Zuid-Jemen (tot 22 mei)      | Democratische Volksrepubliek Jemen | Arabisch: Jumhūrīyyat al-Yaman ad-Dīmuqrāţīyyah ash-Sha'bīyyah / جمهورية اليَمَنْ الديمُقراطية الشَعْبِيّة |
| Zuid-Korea                   | Republiek Korea                    | Koreaans: Han Kuk / 한국                                                                           |
| Zweden                       | Koninkrijk Zweden                  | Zweeds: Sverige                                                                                    |
| Zwitserland                  | Zwitserse Bondsstaat               | Duits: Schweiz Frans: Suisse Italiaans: Svizzera                                                   |

## Niet algemeen erkende landen
In onderstaande lijst zijn landen opgenomen die een ruime internationale erkenning misten, maar wel de facto onafhankelijk waren en de onafhankelijkheid hadden uitgeroepen.
| Korte landsnaam (Nederlands) | Officiële landsnaam (Nederlands)         | Korte landsnaam (oorspronkelijke taal/talen) |
| ---------------------------- | ---------------------------------------- | --- |
| ADRS                         | Arabische Democratische Republiek Sahara | Arabisch: al-Jumhūrīya al-ʿArabīya aṣ-Ṣaḥrāwīya ad-Dīmuqrāṭīya / الجمهورية العربية الصحراوية الديمقراطية Spaans: República Árabe Saharaui Democrática |
| Bophuthatswana               | Republiek Bophuthatswana                 | Tswana: Bophuthatswana |
| Bougainville (vanaf 17 mei)  | Onafhankelijke Republiek Me'ekamui       | Engels: Bougainville / North Solomons |
| Ciskei                       | Republiek Ciskei                         | Xhosa: iCiskei |
| Noord-Cyprus                 | Turkse Republiek Noord-Cyprus            | Turks: Kuzey Kıbrıs |
| Palestina                    | Staat Palestina                          | Arabisch: Filasṭīn / فلسطين |
| Taiwan                       | Republiek China                          | Standaardmandarijn: Taiwan / 台湾 (officieel: Chunghua Minkuo / 中華民國)                                                                             |
| Transkei                     | Republiek Transkei                       | Xhosa: iTranskei |
| Venda                        | Republiek Venda                          | Venda: Venḓa |

## Niet-onafhankelijke gebieden
Hieronder staat een lijst van niet-onafhankelijke gebieden, waaronder afhankelijke gebieden.

### Amerikaanse niet-onafhankelijke gebieden
De Amerikaanse Maagdeneilanden, Guam, de Noordelijke Marianen en Puerto Rico waren organized unincorporated territories, wat wil zeggen dat het afhankelijke gebieden waren van de Verenigde Staten met een bepaalde vorm van zelfbestuur. Daarnaast waren er nog een aantal unorganized unincorporated territories: Baker, Howland, Jarvis, Johnston, Kingman, Midway, Navassa en Wake. Deze grotendeels onbewoonde eilandgebieden waren ook afhankelijke gebieden van de VS, maar kenden geen vorm van zelfbestuur. Bajo Nuevo en Serranilla werden door de Verenigde Staten ook geclaimd als unorganized unincorporated territories, maar werden bestuurd door Colombia. Amerikaans-Samoa was officieel ook een unorganized unincorporated territory, maar bezat wel een bepaalde vorm van zelfbestuur. Palmyra was een unorganized incorporated territory en was dus wel een integraal onderdeel was van de Verenigde Staten, maar werd vaak wel als afhankelijk gebied beschouwd. Palau was een trustgebied van de Verenigde Naties onder Amerikaans bestuur.
| Korte landsnaam (Nederlands) | Status                                          | Korte landsnaam (oorspronkelijke taal/talen)                                                |
| ---------------------------- | ----------------------------------------------- | ------------------------------------------------------------------------------------------- |
| Amerikaanse Maagdeneilanden  | Organized unincorporated territory              | Engels: United States Virgin Islands                                                        |
| Amerikaans-Samoa             | Unorganized unincorporated territory            | Engels: American Samoa Samoaans: Amerika Sāmoa                                              |
| Baker                        | Unorganized unincorporated territory            | Engels: Baker Island                                                                        |
| Guam                         | Organized unincorporated territory              | Engels: Guam Chamorro: Guåhan                                                               |
| Howland                      | Unorganized unincorporated territory            | Engels: Howland Island                                                                      |
| Jarvis                       | Unorganized unincorporated territory            | Engels: Jarvis Island                                                                       |
| Johnston                     | Unorganized unincorporated territory            | Engels: Johnston Atoll                                                                      |
| Kingman                      | Unorganized unincorporated territory            | Engels: Kingman Reef                                                                        |
| Midway                       | Unorganized unincorporated territory            | Engels: Midway Islands                                                                      |
| Navassa                      | Unorganized unincorporated territory            | Engels: Navassa Island                                                                      |
| Noordelijke Marianen         | Organized unincorporated territory (Gemenebest) | Caroliniaans: Efáng llól Marianas Chamorro: Notte Mariånas Engels: Northern Mariana Islands |
| Palau                        | Trustgebied                                     | Engels: Palau Palaus: Belau                                                                 |
| Palmyra                      | Unorganized incorporated territory              | Engels: Palmyra Atoll                                                                       |
| Puerto Rico                  | Organized unincorporated territory (Gemenebest) | Engels en Spaans: Puerto Rico                                                               |
| Wake                         | Unorganized unincorporated territory            | Engels: Wake Island                                                                         |

### Australische niet-onafhankelijke gebieden
De zeven externe territoria van Australië werden door de Australische overheid gezien als een integraal onderdeel van Australië, maar werden vaak toch beschouwd als afhankelijke gebieden van Australië. Het Australisch Antarctisch Territorium werd als claim internationaal niet erkend en is derhalve niet in deze lijst opgenomen.
| Korte landsnaam (Nederlands) | Status             | Korte landsnaam (oorspronkelijke taal/talen) |
| ---------------------------- | ------------------ | -------------------------------------------- |
| Ashmore- en Cartiereilanden  | Extern territorium | Engels: Ashmore and Cartier Islands          |
| Christmaseiland              | Extern territorium | Engels: Christmas Island                     |
| Cocoseilanden                | Extern territorium | Engels: Cocos (Keeling) Islands              |
| Heard en McDonaldeilanden    | Extern territorium | Engels: Heard Island and McDonald Islands    |
| Koraalzee-eilanden           | Extern territorium | Engels: Coral Sea Islands                    |
| Norfolk                      | Extern territorium | Engels: Norfolk Island                       |

### Britse niet-onafhankelijke gebieden
De veertien Britse afhankelijke gebieden waren geen integraal onderdeel van het Verenigd Koninkrijk, maar waren hier wel van afhankelijk en vielen onder de Britse soevereiniteit. De claim van het Brits Antarctisch Territorium werd internationaal niet erkend en is dus niet opgenomen. Jersey, Guernsey en Man vielen als Britse Kroonbezittingen niet onder de soevereiniteit van het Verenigd Koninkrijk, maar onder de soevereiniteit van de Britse Kroon en hadden daardoor een andere relatie tot het Verenigd Koninkrijk.
| Korte landsnaam (Nederlands)                                         | Status             | Korte landsnaam (oorspronkelijke taal/talen)                                        |
| -------------------------------------------------------------------- | ------------------ | ----------------------------------------------------------------------------------- |
| Akrotiri en Dhekelia                                                 | Afhankelijk gebied | Engels: Akrotiri and Dhekelia Grieks: Akrotiri kai Dhekelia / Ακρωτήρι και Δεκέλεια |
| (tot 30 mei) Anguilla (vanaf 30 mei)                                 | Afhankelijk gebied | Engels: Anguilla                                                                    |
| Bermuda                                                              | Afhankelijk gebied | Engels: Bermuda                                                                     |
| (tot 8 november) Brits Indische Oceaanterritorium (vanaf 8 november) | Afhankelijk gebied | Engels: British Indian Ocean Territory                                              |
| Britse Maagdeneilanden                                               | Afhankelijk gebied | Engels: British Virgin Islands                                                      |
| Falklandeilanden                                                     | Afhankelijk gebied | Engels: Falkland Islands                                                            |
| Gibraltar                                                            | Afhankelijk gebied | Engels: Gibraltar                                                                   |
| Guernsey                                                             | Brits Kroonbezit   | Engels: Guernsey Frans: Guernesey                                                   |
| Hongkong                                                             | Afhankelijk gebied | Engels: Hong Kong Kantonees: Hong Kong / 香港                                       |
| Jersey                                                               | Brits Kroonbezit   | Engels en Frans: Jersey                                                             |
| Kaaimaneilanden                                                      | Afhankelijk gebied | Engels: Cayman Islands                                                              |
| Man                                                                  | Brits Kroonbezit   | Engels: Isle of Man Manx-Gaelisch: Ellan Vannin                                     |
| Montserrat                                                           | Afhankelijk gebied | Engels: Montserrat                                                                  |
| Pitcairneilanden                                                     | Afhankelijk gebied | Engels: Pitcairn Islands Pitcairnees: Pitkern Ailen                                 |
| Sint-Helena                                                          | Afhankelijk gebied | Engels: Saint Helena                                                                |
| Turks- en Caicoseilanden                                             | Afhankelijk gebied | Engels: Turks and Caicos Islands                                                    |
| Zuid-Georgia en de Zuidelijke Sandwicheilanden                       | Afhankelijk gebied | Engels: South Georgia and the South Sandwich Islands                                |

### Deense niet-onafhankelijke gebieden
Faeröer en Groenland waren autonome provincies van Denemarken en maakten eigenlijk integraal deel uit van dat land, maar vaak werden ze beschouwd als afhankelijke gebieden met een grote vorm van autonomie.
| Korte landsnaam (Nederlands) | Status             | Korte landsnaam (oorspronkelijke taal/talen) |
| ---------------------------- | ------------------ | -------------------------------------------- |
| Faeröer                      | Autonome provincie | Deens: Færøerne Faeröers: Føroyar            |
| Groenland                    | Autonome provincie | Deens: Grønland Groenlands: Kalaallit Nunaat |

### Finse niet-onafhankelijke gebieden
Åland maakte eigenlijk integraal onderdeel uit van Finland, maar heeft sinds de Vrede van Parijs (1856) een internationaal erkende speciale status met grote autonomie.
| Korte landsnaam (Nederlands) | Status          | Korte landsnaam (oorspronkelijke taal/talen) |
| ---------------------------- | --------------- | -------------------------------------------- |
| Åland                        | Autonoom gebied | Zweeds: Åland                                |

### Franse niet-onafhankelijke gebieden
Alle Franse overzeese gebieden maakten integraal onderdeel uit van Frankrijk en het land kende dus officieel geen afhankelijke gebieden. De Franse overzeese gebieden werden echter wel vaak als zodanig beschouwd, al werden soms alleen de overzeese gebieden die geen overzees departement waren, beschouwd als afhankelijke gebieden. Voor de volledigheid zijn hier alle Franse overzeese gebieden opgenomen. De Franse Zuidelijke en Antarctische Gebieden bestonden uit vier districten: Saint-Paul en Amsterdam, de Crozeteilanden, de Kerguelen en Adélieland. De Antarctische claim op Adélieland werd internationaal niet erkend. Het bestuur van de Verspreide Eilanden in de Indische Oceaan viel onder de verantwoordelijkheid van Réunion en daarom is dit gebied niet apart in de lijst opgenomen.
| Korte landsnaam (Nederlands) | Status                                  | Korte landsnaam (oorspronkelijke taal/talen)       |
| ---------------------------- | --------------------------------------- | -------------------------------------------------- |
| Clipperton                   | Overzeese bezitting                     | Frans: Île Clipperton                              |
| Franse Zuidelijke Gebieden   | Overzees territorium                    | Frans: Terres australes et antarctiques françaises |
| Frans-Guyana                 | Overzeese regio en overzees departement | Frans: Guyane                                      |
| Frans-Polynesië              | Overzees territorium                    | Frans: Polynésie française                         |
| Guadeloupe                   | Overzeese regio en overzees departement | Frans: Guadeloupe                                  |
| Martinique                   | Overzeese regio en overzees departement | Frans: Martinique                                  |
| Mayotte                      | Territoriale gemeenschap                | Frans: Mayotte                                     |
| Nieuw-Caledonië              | Overzees territorium                    | Frans: Nouvelle-Calédonie                          |
| Réunion                      | Overzeese regio en overzees departement | Frans: Réunion                                     |
| Saint-Pierre en Miquelon     | Overzees territorium sui generis        | Frans: Saint-Pierre et Miquelon                    |
| Wallis en Futuna             | Overzees territorium                    | Frans: Wallis-et-Futuna                            |

### Iraakse niet-onafhankelijke gebieden
| Korte landsnaam (Nederlands)    | Status                        | Korte landsnaam (oorspronkelijke taal/talen) |
| ------------------------------- | ----------------------------- | -------------------------------------------- |
| Koeweit (van 4 tot 28 augustus) | Vazalstaat: Republiek Koeweit | Arabisch: al-Kuwayt / الكويت                 |

### Nederlandse niet-onafhankelijke gebieden
Het Koninkrijk der Nederlanden bestond uit drie gelijkwaardige landen: Nederland, Aruba en de Nederlandse Antillen. Deze laatste twee waren dus officieel geen afhankelijke gebieden van Nederland, maar werden vaak toch als zodanig gezien.
| Korte landsnaam (Nederlands) | Status               | Korte landsnaam (oorspronkelijke taal/talen)                                             |
| ---------------------------- | -------------------- | ---------------------------------------------------------------------------------------- |
| Aruba                        | Land (status aparte) | Nederlands en Papiaments: Aruba                                                          |
| Nederlandse Antillen         | Land                 | Engels: Netherlands Antilles Nederlands: Nederlandse Antillen Papiaments: Antia Hulandes |

### Nieuw-Zeelandse niet-onafhankelijke gebieden
De Cookeilanden en Niue waren zelfbesturende gebieden in vrije associatie met Nieuw-Zeeland en werden soms als onafhankelijke landen gezien.
| Korte landsnaam (Nederlands) | Status             | Korte landsnaam (oorspronkelijke taal/talen)       |
| ---------------------------- | ------------------ | -------------------------------------------------- |
| Cookeilanden                 | Vrije associatie   | Engels: Cook Islands Cookeilandmaori: Kūki 'Āirani |
| Niue                         | Vrije associatie   | Engels: Niue Niuees: Niuē Fekai                    |
| Tokelau                      | Afhankelijk gebied | Engels: Tokelau                                    |

### Noorse niet-onafhankelijke gebieden
Spitsbergen maakte eigenlijk integraal onderdeel uit van Noorwegen, maar had volgens het Spitsbergenverdrag een internationaal erkende speciale status met grote autonomie. Jan Mayen viel niet onder het Spitsbergenverdrag, maar werd wel bestuurd door de gouverneur van Spitsbergen. Voor statistische doeleinden was Jan Mayen in ISO 3166 dan ook samengevoegd met Spitsbergen als Spitsbergen en Jan Mayen. Bouveteiland, Peter I-eiland en Koningin Maudland waren afhankelijke gebieden van Noorwegen, maar de (Antarctische) claims op de laatste twee werden internationaal niet erkend.
| Korte landsnaam (Nederlands) | Status                                                 | Korte landsnaam (oorspronkelijke taal/talen) |
| ---------------------------- | ------------------------------------------------------ | -------------------------------------------- |
| Bouvet                       | Afhankelijk gebied                                     | Noors: Bouvetøya                             |
| Jan Mayen                    | Gebied onder bestuur van de gouverneur van Spitsbergen | Noors: Jan Mayen                             |
| Spitsbergen                  | Gebied met speciale status                             | Noors: Svalbard                              |

### Portugese niet-onafhankelijke gebieden
Macau was een Chinees territorium onder Portugees bestuur. Portugees-Timor werd ook geclaimd als een afhankelijk gebied van Portugal, maar was in 1975 door Indonesië bezet en vervolgens geannexeerd.
| Korte landsnaam (Nederlands) | Status               | Korte landsnaam (oorspronkelijke taal/talen) |
| ---------------------------- | -------------------- | -------------------------------------------- |
| Macau                        | Speciaal Territorium | Kantonees: Àomén / 澳門 Portugees: Macau     |

### Zuid-Afrikaanse niet-onafhankelijke gebieden
| Korte landsnaam (Nederlands)   | Status        | Korte landsnaam (oorspronkelijke taal/talen)                             |
| ------------------------------ | ------------- | ------------------------------------------------------------------------ |
| Zuidwest-Afrika (tot 21 maart) | Mandaatgebied | Afrikaans: Suidwes-Afrika Duits: Südwestafrika Engels: South West Africa |